# Auguste von Littrow
Auguste von Littrow, nacida von Bischoff-Altenstein (Praga, 13 de febrero de 1819 –Viena,  23 de marzo de 1890) escritora y líder política germano-austriaca.

## Biografía
Era hija del profesor de medicina Ignaz von Bischoff-Altenstein. Y en 1939, poco después de cumplir veinte años, se casó con el astrónomo  Karl Ludwig von Littrow y se mudaron a Viena. Rápidamente se involucró en la sociedad vienesa y conoció a personalidades como Hermann Bonitz, Josef Danhauser, Marie von Ebner-Eschenbach, August Eisenmenger, Ernst von Feuchtersleben, Ottilie von Goethe, Franz Grillparzer, Friedrich Hebbel, Rudolf von Jhering, Joseph Lewinsky o Franz Miklosich.

## Obras seleccionadas
- Aus dem persönlichen Verkehren mit Franz Grillparzer. Rosner Verlag, Viena 1873.
- Die Krankenpflege durch Frauen mit Rücksicht auf die gegenwärtigen Verhältnisse. Verlag Czermak, Viena 1872.
- Die sociale Bewegung auf dem Gebiete der Frauen. Hoffmann & Campe, Hamburg 1868.